# Santa Rosa (kanton)
Santa Rosa – kanton w Ekwadorze, w prowincji El Oro. Stolicą kantonu jest Santa Rosa.